# Geoff Barrow
Geoff Barrow (ur. 9 grudnia 1971 w Walton in Gordano w Somerset w Anglii) – producent i instrumentalista zespołu Portishead.

## Życie i kariera
Zespół powstał w roku 1990 – nazwa pochodzi od miasteczka leżącego w pobliżu Bristolu, gdzie wychował się Barrow. Na temat zamierzeń przy założeniu Portishead: „Po prostu chciałem tworzyć ciekawą muzykę, odpowiednie utwory z odpowiednią żywotnością, które zajmą porządne miejsce w płytotekach różnych ludzi."
W 2002 Barrow z Adrianem Utleyem nagrali cover zespołu The Shadows / Incredible Bongo Band, „Apache”, który wydany został jako singel na limitowanym białej, zielonej, różowej i czarnej płycie winylowej pod nazwą The Jimi Entley Sound. W 2003, Barrow (jako „Fuzzface”) współtworzył debiutancki album Stephanie McKay zatytułowany McKay. Niektóre z tekstów do tego albumu stworzył Carl Hancock Rux. Barrow nagrał również remiksy dla zespołów Gravediggaz i The Pharcyde. W 2005 wraz z Utleyem wyprodukowali trzeci album zespołu The Coral, The Invisible Invasion.
Barrow jest współwłaścicielem Invada Records, eksperymentalnej wytwórni z siedzibą w Bristolu.